# Bulbophyllum dichilus
Bulbophyllum dichilus là một loài phong lan thuộc chi Bulbophyllum.